# 洛尼亞河
洛尼亞河是克羅地亞的河流，位於該國中部，屬於薩瓦河的左支流，河道全長133公里，流域面積5,944平方公里，河畔城鎮有新馬羅夫，支流有切斯馬河、伊洛瓦河和帕克拉河。